# Gerald Bales
Albert Gerald Bales CM (* 12. Mai 1919 in Toronto, Ontario; † 4. Juli 2002 in London, Ontario) war ein kanadischer Organist, Pianist, Komponist, Chorleiter und Musikpädagoge.

## Leben
Bales hatte als Kind Musikunterricht bei seiner Mutter und gab bereits siebenjährig ein Klavier- und dreizehnjährig ein Orgelkonzert. Von 1936 bis 1940 studierte er am Toronto Conservatory of Music Klavier und Orgel bei Albert Procter, Musiktheorie bei Leo Smith und Healey Willan und Dirigieren bei Herbert A. Fricker. Bei seinem Debütkonzert 1937 im Eaton Audirorium spielte er auch eigene Werke.
Er hatte dann Stellen als Organist und Chorleiter an der St. Anne's Anglican Church (1937–41) und der Rosedale United Church (1941–43) und – nach seiner Dienstzeit im Zweiten Weltkrieg bei der Royal Canadian Air Force – an der Brant Avenue United Church in Brantford/Ontario, an der St. Andrew's Presbyterian Church in Toronto (1946–1956) und der Anglican Cathedral Church of the Redeemer in Calgary inne.
Mit dem Chicago Philharmonic Orchestra führte er 1947 seine Fantasy für Klavier und Orchester auf. In den 1950er Jahren dirigierte er beim Rundfunk der CBC die von ihm 1953 gegründeten St. Andrew's Singers und in Oratorien von Georg Friedrich Händel und spielte viele seiner Orgelwerke. Als Delegierter des Royal Canadian College of Organists beim ersten International Congress of Organists gab er 1957 in London ein Konzert an der Westminster Cathedral.
Als Organist und Chorleiter an der Cathedral Church of St Mark in Minneapolis (1959–71) gründete Bales eine Konzertreihe, in der er Erstaufführungen von Werken kanadischer Komponisten wie Godfrey Ridouts Ascension, Keith Bissells Advent Cantata, Eugene Hills Concertino for organ and orchestra und seinen eigenen Song of Creation spielte. Nach einem Raubüberfall auf die Kirche, bei dem er verletzt wurde, musste er seine Konzerttätigkeit einschränken. Bis zu seiner Übersiedlung nach London 1984 unterrichtete er Orgel, Chorleitung und Orchestration an der University of Ottawa und wirkte als Organist und Chorleiter an der Trinity Anglican Church.
Bales komponierte mehr als 150 Werke. Mehrere davon wurden bei der CBC unter Dirigenten wie Ernest MacMillan, Victor Feldbrill und Elmer Iseler aufgeführt, andere bei den Egan and the Leslie Choral Series. In seinen frühen Werken zeigte er sich von seinem Lehrer Willan beeinflusst, später näherte er sich der atonalen Musik an. 1996 wurde er als Member des Order of Canada geehrt.

## Quelle
- Gerald Bales. In:  Encyclopedia of Music in Canada. herausgegeben von The Canadian Encyclopedia (englisch, französisch).

| Personendaten    | Personendaten                                                          |
| ---------------- | ---------------------------------------------------------------------- |
| NAME             | Bales, Gerald                                                          |
| ALTERNATIVNAMEN  | Bales, Albert Gerald                                                   |
| KURZBESCHREIBUNG | kanadischer Organist, Pianist, Komponist, Chorleiter und Musikpädagoge |
| GEBURTSDATUM     | 12. Mai 1919                                                           |
| GEBURTSORT       | Toronto, Ontario                                                       |
| STERBEDATUM      | 4. Juli 2002                                                           |
| STERBEORT        | London, Ontario                                                        |